# Neuropeltis
Neuropeltis je rod slakovki smješten u tribus Cresseae, dio potporodice  Convolvuloideae. Sastoji se od 12 vrsta lijana rasprostranjenih po tropskoj zapadnoj Africi do Angole, od Indije do južne središnje Kine i zapadnoj Maleziji. 
Rod je opisan u Flora Indica; or descriptions of Indian Plants 2: 43. 1824.

## Vrste
1. Neuropeltis acuminata (P. Beauv.) Benth.
2. Neuropeltis aenea Good
3. Neuropeltis alnifolia Lejoly & Lisowski
4. Neuropeltis eladii Breteler
5. Neuropeltis incompta Good
6. Neuropeltis indochinensis Ooststr.
7. Neuropeltis laxiflora Lejoly & Lisowski
8. Neuropeltis occidentalis Breteler
9. Neuropeltis prevosteoides Mangenot
10. Neuropeltis pseudovelutina Lejoly & Lisowski
11. Neuropeltis racemosa Wall.
12. Neuropeltis velutina Hallier fil.

## Sinonimi
- Sinomerrillia Hu; Bull. Fan Mem. Inst. Biol., Peiping, Bot. Ser. 8: 47 (1937) (Celastraceae)